# Referenční model ISO/OSI

Model ISO/OSI

Referenční model ISO/OSI (International Organization for Standardization/Open Systems Interconnection) vypracovala organizace ISO jako hlavní část snahy o standardizaci počítačových sítí nazvané OSI a v roce 1984 ho přijala jako mezinárodní normu ISO 7498. Kompletní text normy přijala také CCITT jako doporučení X.200. Referenční model ISO/OSI se používá jako názorný příklad řešení komunikace v počítačových a telekomunikačních sítích pomocí vrstevnatého modelu, kde jsou jednotlivé vrstvy nezávislé a snadno nahraditelné.

## Účel modelu
Úlohou referenčního modelu je poskytnout základnu pro vypracování norem pro účely propojování systémů. Otevřený systém podle tohoto modelu je abstraktním modelem reálného otevřeného systému. Norma tedy nespecifikuje implementaci (realizaci) systémů, ale uvádí všeobecné principy sedmivrstvé síťové architektury. Popisuje vrstvy, jejich funkce a služby. Nejsou zde zařazeny žádné protokoly, které by vyžadovaly zbytečně mnoho detailů.
V praxi je model využit pro programování jednotlivých součástí síťového subsystému v modulech, které reprezentují jednotlivé vrstvy a komunikují mezi sebou pomocí rozhraní (API). Díky tomu je možné jednotlivé části snadněji naprogramovat a nezávisle nahrazovat (například vyměnit síťovou kartu, ovladač, aplikaci a zároveň ponechat ostatní součásti beze změny). Reálně je vrstvený model použit například u rodiny protokolů TCP/IP, kde jsou však použity jen čtyři vrstvy.

## Vrstvový model
Každá ze sedmi vrstev vykonává skupinu jasně definovaných funkcí potřebných pro komunikaci. Pro svou činnost využívá služeb své sousední nižší vrstvy. Své služby pak poskytuje sousední vyšší vrstvě.
Podle referenčního modelu není dovoleno vynechávat vrstvy, ale některá vrstva nemusí být aktivní. Takové vrstvě se říká nulová, nebo transparentní.
Komunikaci mezi systémy tvoří:
- komunikace mezi vrstvami jednoho systému, řídí se pravidly, která se obvykle nazývají rozhraní (interface),
- komunikace mezi stejnými vrstvami různých systémů, řídí se protokoly.

Na počátku vznikne požadavek některého procesu v aplikační vrstvě. Příslušný podsystém požádá o vytvoření spojení prezentační vrstvu. V rámci aplikační vrstvy je komunikace s protějším systémem řízena aplikačním protokolem. Podsystémy v prezentační vrstvě se dorozumívají prezentačním protokolem. Takto se postupuje stále níže až k fyzické vrstvě, kde se použije pro spojení přenosové prostředí. Současně se při přechodu z vyšší vrstvy k nižší přidávají k uživatelským (aplikačním) datům záhlaví jednotlivých vrstev. Tak dochází k postupnému zapouzdřování původní informace. U příjemce se postupně zpracovávají řídící informace jednotlivých vrstev a vykonávají jejich funkce.
Mnemotechnická pomůcka pro zapamatování: Aplikace potkala prezentaci, zrealizovaly transport sítí, spojily se fyzicky.

### Fyzická vrstva
Vrstva č. 1, anglicky physical layer. Specifikuje fyzickou komunikaci. Aktivuje, udržuje a deaktivuje fyzické spoje (např. komutovaný spoj) mezi koncovými systémy. Fyzické spojení může být dvoubodové (sériová linka) nebo mnohobodové (Ethernet).
Fyzická vrstva definuje všechny elektrické a fyzikální vlastnosti zařízení. Obsahuje rozložení pinů, napěťové úrovně a specifikuje vlastnosti kabelů; stanovuje způsob přenosu "jedniček a nul". Huby, opakovače, síťové adaptéry a hostitelské adaptéry (Host Bus Adapters používané v síťových úložištích SAN) jsou právě zařízení pracující na této vrstvě.
Hlavní funkce poskytované fyzickou vrstvou jsou:
- Navazování a ukončování spojení s komunikačním médiem.
- Spolupráce na efektivním rozložení všech zdrojů mezi všechny uživatele.
- Modulace neboli konverze digitálních dat na signály používané přenosovým médiem (a zpět) (A/D, D/A převodníky).

### Linková vrstva
Vrstva č. 2, anglicky data link layer. Poskytuje spojení mezi dvěma sousedními systémy. Uspořádává data z fyzické vrstvy do logických celků známých jako rámce (frames). Seřazuje přenášené rámce, stará se o nastavení parametrů přenosu linky, oznamuje neopravitelné chyby. Formátuje fyzické rámce, opatřuje je fyzickou adresou a poskytuje synchronizaci pro fyzickou vrstvu.
Datová vrstva poskytuje funkce k přenosu dat mezi jednotlivými síťovými jednotkami a detekuje, případně opravuje, chyby vzniklé na fyzické vrstvě. Nejlepším příkladem je Ethernet. Na lokálních sítích založených na IEEE 802 a některých na IEEE 802 sítích jako je FDDI, by tato vrstva měla být rozdělena na vrstvu řízení přístupu k médiu (Medium Access Control, MAC) a vrstvu IEEE 802.2 logické řízení linek (Logical Link Control, LLC).
Na této vrstvě pracují veškeré mosty a přepínače. Poskytuje propojení pouze mezi místně připojenými zařízeními, a tak vytváří doménu na druhé vrstvě pro směrové a všesměrové vysílání.

### Síťová vrstva
Vrstva č. 3, anglicky network layer. Tato vrstva se stará o směrování v síti a síťové adresování. Poskytuje spojení mezi systémy, které spolu přímo nesousedí. Obsahuje funkce, které umožňují překlenout rozdílné vlastnosti technologií v přenosových sítích.
Síťová vrstva poskytuje funkce k zajištění přenosu dat různé délky od zdroje k příjemci skrze jednu případně několik vzájemně propojených sítí při zachování kvality služby, kterou požaduje přenosová vrstva. Síťová vrstva poskytuje směrovací funkce a také reportuje o problémech při doručování dat. Veškeré směrovače pracují na této vrstvě a posílají data do jiných sítí. Zde se již pracuje s hierarchickou strukturou adres. Nejznámější protokol pracující na 3. vrstvě je Internetový Protokol (IP). Jednotkou informace je paket.

### Transportní vrstva
Vrstva č. 4, anglicky transport layer. Tato vrstva zajišťuje přenos dat mezi koncovými uzly. Jejím účelem je poskytnout takovou kvalitu přenosu, jakou požadují vyšší vrstvy. Vrstva nabízí spojově (TCP) a nespojově orientované (UDP) protokoly.
- (TCP a UDP platí pouze pro architekturu TCP\IP)
- TCP – Zajišťuje přenos dat se zárukami, který vyžadují aplikace, kde nesmí „chybět ani paket“. Jedná se o přenosy souborů, e-mailů, WWW stránek atd. Záruka se vztahuje na řešení ztrát přenášených paketů, zachování jejich pořadí a odstranění duplikace. Jednotkou posílané informace je na této vrstvě TCP segment.

- UDP – Zajišťuje přenos dat bez záruk, který využívají aplikace, u kterých by bylo na obtíž zdržení (delay) v síti způsobené čekáním na přenos všech paketů a ztráty se dají řešit jiným způsobem (např. snížení kvality, opakování dotazu). Využívá se pro DNS, VoIP, streamované video, internetová rádia, vyhledávání sdílených souborů v rámci sítě DC++, on-line hry atp.

### Relační vrstva
Vrstva č. 5, anglicky session layer. Smyslem vrstvy je organizovat a synchronizovat dialog mezi spolupracujícími relačními vrstvami obou systémů a řídit výměnu dat mezi nimi. Umožňuje vytvoření a ukončení relačního spojení, synchronizaci a obnovení spojení, oznamování výjimečných stavů. Do této vrstvy se řadí: NetBIOS, RPC. K paketům přiřazuje synchronizační značky, které využije v případě vrácení paket (např. z důvodu, že se během přenosu dat poškodí síť) k poskládání původního pořadí.

### Prezentační vrstva
Vrstva č. 6, anglicky presentation layer. Funkcí vrstvy je transformovat data do tvaru, který používají aplikace (šifrování, konvertování, komprimace). Formát dat (datové struktury) se může lišit na obou komunikujících systémech, navíc dochází k transformaci pro účel přenosu dat nižšími vrstvami. Mezi funkce patří např. převod kódů a abeced, modifikace grafického uspořádání, přizpůsobení pořadí bajtů apod. Vrstva se zabývá jen strukturou dat, ale ne jejich významem, který je znám jen vrstvě aplikační.
Příklady protokolů: SMB (Samba).

### Aplikační vrstva
Vrstva č. 7, anglicky application layer. Účelem vrstvy je poskytnout aplikacím přístup ke komunikačnímu systému a umožnit tak jejich spolupráci. Do této vrstvy se řadí například tyto služby a protokoly: HTTP, FTP, DNS, DHCP, POP3, SMTP, SSH, Telnet, TFTP.

## Paralela

Paralela mezi OSI standardem a dopisovou komunikací mezi manažery dvou firem.

Příkladem připomínajícím vrstvový model ISO/OSI může být dopisová komunikace mezi manažery dvou firem (řekněme české a čínské). Jednotlivé vrstvy obou stran spolu zdánlivě komunikují přímo (stejné vrstvy na obou stranách používají stejný protokol, řeč, způsob prezentace dat), ale ve skutečnosti probíhá komunikace od vyšší vrstvy směrem k nejnižší, která jediná disponuje možností přenosu. Na cílové straně dochází naopak k předávání zprávy od nejnižší vrstvy směrem k vyšším.
Jednotlivé vrstvy mají kontakt (pomocí určitého rozhraní) pouze s prvky v sousedních vrstvách. Rozhraním se myslí např. poštovní schránka mezi 4. a 3. vrstvou nebo přihrádka mezi 3. a 2. vrstvou. Každý prvek na straně odesílatele zpracuje zprávu do takového tvaru (dle daného protokolu), aby jí rozuměl jeho ekvivalent na straně příjemce. Protokol např. udává, jak má být správně nadepsaná adresa 5. vrstvou, nebo jak správně ve 2. vrstvě seskupit více dopisů jdoucích stejným směrem.